# Ludwig Mülhaupt
Ludwig Mülhaupt (* 14. Juli 1912 in Schiltigheim/Elsass; † 15. April 1997 in Münster) war ein deutscher Wirtschaftswissenschaftler.

## Leben
Mülhaupt studierte in Freiburg Wirtschaftswissenschaften u. a. bei Rudolf Johns und Ernst Walb. Mülhaupt trat zum 1. Mai 1933 der NSDAP (Mitgliedsnummer 2.897.002) und im selben Jahr der SS bei, er erreichte den Rang eines SS-Scharführers. Im Jahre 1935 schloss er sein Studium als Diplom-Volkswirt ab. Am 18. Februar 1938 promovierte er bei Rudolf Johns an der Universität zu Köln mit dem Thema „Die Wirtschaftsgrundsätze der Deutschen Gemeindeordnung und ihre Auswirkung auf das gemeindliche Rechnungswesen“. Mülhaupt habilitierte sich im Jahre 1943 in Kiel. 
Am 1. Oktober 1956 folgte er einem Ruf auf den neu geschaffenen Lehrstuhl für Betriebswirtschaftslehre an der Universität Kiel. Zum Sommersemester 1960 wechselte er an den Lehrstuhl für Betriebswirtschaftslehre an der Westfälischen Wilhelms-Universität in Münster und spezialisierte sich auf die Betriebswirtschaftslehre der Banken (Bankbetriebslehre). Im Jahre 1980 wurde er emeritiert.

## Veröffentlichungen (Auswahl)
- Strukturwandlungen und Nachkriegsprobleme der Wirtschaft Schwedens (= Kieler Studien, Bd. 7). Schmidt & Klaunig, Kiel 1952.
- Der Bindungsgedanke in der Finanzierungslehre unter besonderer Berücksichtigung der holländischen Finanzierungsliteratur. Gabler, Wiesbaden 1966.
- Strukturwandlungen im deutschen Bankwesen. Gabler, Wiesbaden 1971, ISBN 3-409-45021-1.
- (Hrsg.): Fragen der Bankplanung. Knapp, Frankfurt/M. 1975, ISBN 3-7819-0149-1.
- Einführung in die Betriebswirtschaftslehre der Banken. Gabler, Wiesbaden 1977, ISBN 3-409-42131-9 (3. Aufl. 1980).
- (Hrsg.): Unternehmensfinanzierung heute. Neue Chance für die Aktie. Knapp, Frankfurt/M. 1978, ISBN 3-7819-0195-5.
- (Hrsg.): Fragen des Auslandsgeschäfts. Chancen und Risiken der Unternehmen und Kreditinstitute. Knapp, Frankfurt/M. 1979, ISBN 3-7819-0224-2.
- (Hrsg.): Die deutschen Spezialfonds. Entwicklung, Aufgaben und Rechtsstellung. Knapp, Frankfurt/M. 1979, ISBN 3-7819-0218-8.
- (Hrsg.): Die Internationalisierung der Wohnungsbaufinanzierung. Knapp, Frankfurt/M. 1980, ISBN 3-7819-0231-5.
- (Hrsg.): Controlling in Banken und Sparkassen. Knapp, Frankfurt/M. 1981, ISBN 3-7819-0252-8.
- Theorie und Praxis des öffentlichen Rechnungswesen in der Bundesrepublik Deutschland (= Schriften zur öffentlichen Verwaltung und öffentlichen Wirtschaft, Bd. 93). Nomos, Baden-Baden 1987, ISBN 3-7890-1379-X.
- (mit Eugen Eisele): Entscheidungsorientiertes Rechnungswesen für Staat und Gemeinden (= Schriften zur öffentlichen Verwaltung und öffentlichen Wirtschaft, Bd. 145). Nomos, Baden-Baden 1994, ISBN 3-7890-3293-X.

Festschriften
- Hans-Dieter Deppe (Hrsg.): Bankbetriebliches Lesebuch. Ludwig Mülhaupt zum 65. Geburtstag. Poeschel, Stuttgart 1978, ISBN 3-7910-0215-5.
- Peter Eichhorn (Hrsg.): Doppik und Kameralistik. Festschrift für Prof. Dr. Ludwig Mülhaupt zur Vollendung des 75. Lebensjahres (= Schriften zur öffentlichen Verwaltung und öffentlichen Wirtschaft, Bd. 100). Nomos, Baden-Baden 1987, ISBN 3-7890-1391-9.